# Eufunkcja
Eufunkcja, funkcja pozytywna – w funkcjonalizmie strukturalnym Roberta Mertona obserwowalne skutki zjawiska społecznego przyczyniające się w przeciwieństwie do dysfunkcji adaptacji (modyfikacji) systemu społecznego, przy czym dane zjawisko może mieć skutki funkcjonalne i dysfunkcjonalne jednocześnie oraz występować mogą skutki pozafunkcjonalne.
Rozróżnienie funkcji, dysfunkcji oraz skutków pozafunkcjonalnych, jak również funkcji jawnych i ukrytych wprowadzone zostało przez Mertona w wyniku krytyki dotychczasowej analizy funkcjonalnej, w szczególności braku precyzji terminologicznych oraz niektórych jej postulatów:
- Różnorodność pojęcia funkcja, które w naukach społecznych (socjologii, ekonomii, naukach politycznych) zamiennie stosowane było z: pojęciem zawodu („analiza funkcjonalna grupy”); aktywnością wynikającą z obowiązków osób mających odpowiedni status społeczny („objęcie funkcji ministra”); pojęciem funkcji w matematyce, jako odniesieniu zmiennej do innych zmiennych. Stosowane było także w swobodniejszy sposób na określenie np. współzależności. W socjologicznym i antropologicznym funkcjonalizmie pojęcie funkcji wzięte zostało z obszaru nauk biologicznych, gdzie oznaczało rozważanie sposobu przyczyniania się do podtrzymania działania organizmu przez procesy życiowe i organiczne, a jednocześnie w analizach zrównywano pojęcia funkcji jako „procesu” i „współzależności”[3].
- Zamiennie z pojęciem funkcja stosowano terminy m.in. użyteczności, intencji, celu bądź konsekwencji[4].
- W analizie funkcjonalnej niepotrzebnie postulowano zarówno funkcjonalną jedność społeczeństwa (funkcjonalność elementów kulturowych i społecznych wobec całości: systemu społecznego bądź kultury), uniwersalizm funkcjonalny (każdy element kultury i społeczeństwa ma swoją socjologiczną funkcję), jak i, co wynikało z powyższego, niezbędność istnienia wszystkich elementów społeczeństwa bądź kultury dla ich ciągłości, ponieważ takie podejście uniemożliwia zaistnienie zmian społecznych[5].

Ze względu na marginalną rolę tego rozróżnienia, przedstawiciele funkcjonalizmu koncentrowali się nadal na eufunkcjach, a dopiero teorie konfliktu mogły wykorzystać te kategorie pojęciowe.